# Muzeul Sherlock Holmes din Lucens
Musée Sherlock Holmes este un muzeu consacrat operei și personajelor lui Sir Arthur Conan Doyle în comuna Lucens din cantonul Vaud (Elveția).

## Colecție
Muzeul conține cărți și obiecte care fac referire la Sherlock Holmes și la salonul lui Sherlock Holmes și al doctorului Watson, precum și piese de mobilier și lucruri personale ale scriitorului.

## Istoric
În 1965, când s-a instalat la Castelul din Lucens, fiul lui Sir Arthur Conan Doyle a înființat acolo un muzeu consacrat operei tatălui său. Din iunie 2001 acest muzeu a fost reamenajat în Casa Roșie ("Maison Rouge") din Lucens. În afară de cărți și de obiecte care fac referire la Sherlock Holmes, celebrul detectiv creat de Conan Doyle, sunt expuse și piese de mobilier și lucruri personale ale marelui scriitor britanic.
Salonul lui Sherlock Holmes și al dr. Watson este o reproducere exactă care a fost construită pentru Festival of Britain din 1951, după descrierile minuțioase conținute în povestiri. Ambianța acestui salon, care coține sute de obiecte autentice, unele stranii și insolite, est redat cu fidelitate. Sunt prezente acolo și obiecte care au aparținut lui Conan Doyle, care l-au inspirat în scrierea povestirilor cu Sherlock Holmes.